# Chusrav Toirov
Chusrav Mirsaidovič Toirov (in tagico Хусрав Тоиров?; Danǧara, 1º agosto 2004) è un calciatore tagiko, centrocampista dello Šachtar.

## Carriera

### Club
Cresciuto nelle giovanili della Lokomotiv-Pamir, esordisce nel 2020 in prima squadra, all'età di quindici anni. Dopo una breve parentesi con la Dynamo Dušanbe, nell'estate del 2022 firma per l'Atyrau, formazione del massimo campionato kazako. Con la formazione bianco-verde, scende in campo dieci volte.
Il 1º marzo 2023, diventa un nuovo giocatore dello Šachtar.

### Nazionale
Dopo aver debuttato con la nazionale tagica under-17 e under-20, nel giugno del 2023 viene chiamato per la prima volta in nazionale maggiore in occasione della CAFA Nations Cup 2023. Esordisce l'11 giugno 2023 entrando a partita in corso contro il Turkmenistan.

## Palmarès
- Campionato ucraino: 2

Šachtar: 2022-2023, 2023-2024
- Coppa d'Ucraina: 1

Šachtar: 2023-2024